# Kniphofia brachystachya
Kniphofia brachystachya är en grästrädsväxtart som först beskrevs av Alexander Zahlbruckner, och fick sitt nu gällande namn av Leslie Edward Wastell Codd. Kniphofia brachystachya ingår i Fackelliljesläktet som ingår i familjen grästrädsväxter. Inga underarter finns listade i Catalogue of Life.

## Bildgalleri

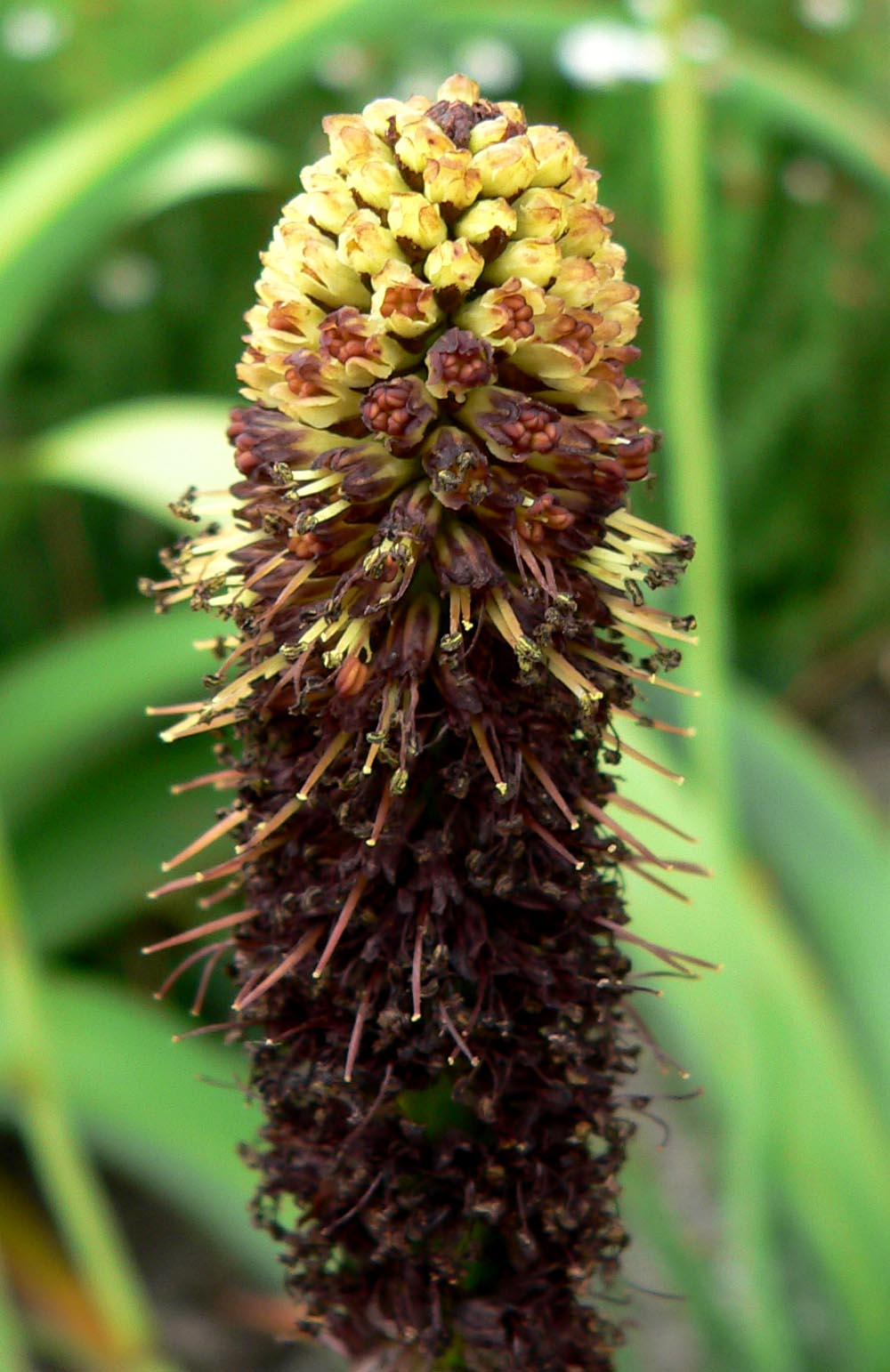